# Namibia Welwitschias
Namibia Welwitschias est une équipe namibienne de rugby à XV évoluant en Rugby Challenge. Il s'agit d'une franchise namibienne basée à Windhoek et jouant au Hage Geingob Stadium. 

## Historique

### Équipe provinciale du Sud-ouest africain
Dès 1954, une équipe représentant le Sud-Ouest africain (alors sous mandat sud-africain) participe à la Currie Cup, puis à partir de 1983 à la Lion Cup. En 1984, l'équipe atteint les demi-finales de la Currie Cup. Jusqu'en 1990, l'équipe affronte régulièrement les équipes européennes et océaniennes en tournée en Afrique du Sud.

### Welwitschias
Elle participe de 1999 à 2001 (sous le nom Namibië Koedoes en 1999) à la Vodacom Cup, puis en 2010 et 2011, et enfin 2015 lors de la dernière édition. 
En 2016 et 2017, l'équipe participe à la Currie Cup First Division, le 2e échelon de la compétition provinciale en Afrique du Sud puis à partir de 2017, au Rugby Challenge qui remplace la Vodacom Cup.
Cette franchise s'appuie le plus souvent sur des joueurs de l'équipe nationale.

## Parcours
Currie Cup (Sud-Ouest africain)
| Saison | Div. | Place | MJ | V | N | D  | PM  | PE  | Diff | PO       | Pts | Commentaires                    |
| ------ | ---- | ----- | -- | - | - | -- | --- | --- | ---- | -------- | --- | ------------------------------- |
| 1987   | B    | 1er   | 8  | 7 | 0 | 1  | 201 | 111 | 140  | Champion | 14  | 1987 Currie Cup (en)            |
| 1988   | A    | 3e    | 12 | 6 | 0 | 6  | 254 | 269 | -15  |          | 12  | 1988 Currie Cup Division A (en) |
| 1989   | A    | 6e    | 14 | 4 | 0 | 10 | 248 | 434 | -186 |          | 8   | 1989 Currie Cup Division A (en) |

Vodacom Cup
| Saison | Place | MJ | V | N | D  | PM  | PE  | Diff | PB | Pts | Commentaires          |
| ------ | ----- | -- | - | - | -- | --- | --- | ---- | -- | --- | --------------------- |
| 1999   | 8e    | 14 | 1 | 1 | 12 | 273 | 563 | -290 |    | 14  | 1999 Vodacom Cup (en) |
| 2000   | 8e    | 7  | 0 | 0 | 7  | 115 | 416 | -301 | 1  | 1   | 2000 Vodacom Cup (en) |
| 2001   | 8e    | 7  | 0 | 0 | 7  | 95  | 523 | -428 | 0  | 0   | 2001 Vodacom Cup (en) |
| 2010   | 7e    | 7  | 1 | 0 | 6  | 194 | 300 | -206 | 3  | 7   | 2010 Vodacom Cup (en) |
| 2011   | 8e    | 7  | 0 | 1 | 6  | 129 | 334 | -205 | 3  | 5   | 2011 Vodacom Cup (en) |
| 2015   | 7e    | 7  | 1 | 0 | 6  | 94  | 285 | -191 | 3  | 7   | 2015 Vodacom Cup (en) |

Currie Cup First Division
| Saison | Place | MJ | V | N | D | PM  | PE  | Diff | PB | Pts | Commentaires                        |
| ------ | ----- | -- | - | - | - | --- | --- | ---- | -- | --- | ----------------------------------- |
| 2016   | 6e    | 5  | 0 | 0 | 5 | 117 | 303 | -186 | 2  | 2   | 2016 Currie Cup First Division (en) |
| 2017   | 7e    | 7  | 1 | 0 | 6 | 267 | 313 | -46  | 10 | 14  | 2017 Currie Cup First Division (en) |

Rugby Challenge
| Saison | Place | MJ | V | N | D | PM  | PE  | Diff | PB | Pts | Commentaires              |
| ------ | ----- | -- | - | - | - | --- | --- | ---- | -- | --- | ------------------------- |
| 2017   | 5e    | 8  | 1 | 0 | 7 | 140 | 537 | -397 | 2  | 6   | 2017 Rugby Challenge (en) |
| 2018   | 5e    | 8  | 1 | 0 | 7 | 152 | 465 | -313 | 3  | 7   | 2018 Rugby Challenge (en) |
| 2019   | 8e    | 7  | 0 | 0 | 7 | 112 | 465 | -353 | 0  | 0   | 2019 Rugby Challenge (en) |